# Poitevin (région naturelle)
Pour les articles homonymes, voir Poitevin.
Le Poitevin  est une région naturelle de France située dans la région Nouvelle-Aquitaine, au centre du département de la Vienne. Il constitue les environs immédiats de la ville de Poitiers.

## Géographie

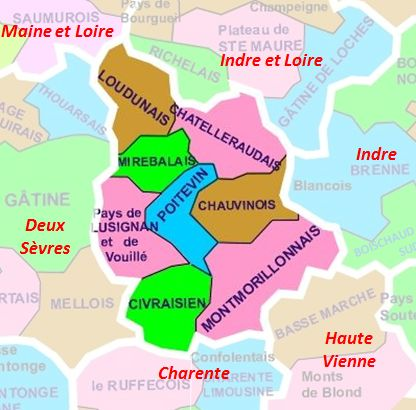
Les régions naturelles du département de la Vienne

Le pays traditionnel du Poitevin est situé au centre du département de la Vienne. Il est entouré par les régions naturelles suivantes :
- Au nord par le Châtelleraudais.
- A l’est par le Chauvinois.
- Au sud-est par le Montmorillonnais.
- Au sud par le Civraisien
- A l’ouest par le Pays de Lusignan et de Vouillé.

## Topographie
Le Poitevin forme une étroite bande de terres centrées sur la vallée du Clain. Celle-ci forme une sorte de croissant entre le Châtelleraudais et le Montmorillonnais.